# Newcastle, Kalifornien
Newcastle är en så kallad census-designated place i Placer County i Kalifornien. Vid 2010 års folkräkning hade Newcastle 1 224 invånare.